# Platysenta carcoma
Platysenta carcoma là một loài bướm đêm trong họ Noctuidae.